# Obereopsis exigua
Obereopsis exigua là một loài bọ cánh cứng trong họ Cerambycidae.